# Lista planetelor minore: 64001–65000
| Nume                                            | Denumire provizorie                             | Data descoperirii                               | Locul descoperirii                              | Descoperitor(i)                                 |                                                 |                                                 |                                                 |                                                 |                                                 |                                                 |                                                 |                                                 |                                                 |                                                 |                                                 |                                                 |                                                 |                                                 |                                                 |                                                 |                                                 |                                                 |                                                 |                                                 |                                                 |                                                 |                                                 |                                                 |                                                 |                                                 |                                                 |                                                 |                                                 |                                                 |                                                 |                                                 |                                                 |                                                 |                                                 |                                                 |                                                 |                                                 |                                                 |                                                 |                                                 |                                                 |                                                 |                                                 |                                                 |
| 64001–64100 Lista planetelor minore/64001–64100 | 64001–64100 Lista planetelor minore/64001–64100 | 64001–64100 Lista planetelor minore/64001–64100 | 64001–64100 Lista planetelor minore/64001–64100 | 64001–64100 Lista planetelor minore/64001–64100 | 64101–64200 Lista planetelor minore/64101–64200 | 64101–64200 Lista planetelor minore/64101–64200 | 64101–64200 Lista planetelor minore/64101–64200 | 64101–64200 Lista planetelor minore/64101–64200 | 64101–64200 Lista planetelor minore/64101–64200 | 64201–64300 Lista planetelor minore/64201–64300 | 64201–64300 Lista planetelor minore/64201–64300 | 64201–64300 Lista planetelor minore/64201–64300 | 64201–64300 Lista planetelor minore/64201–64300 | 64201–64300 Lista planetelor minore/64201–64300 | 64301–64400 Lista planetelor minore/64301–64400 | 64301–64400 Lista planetelor minore/64301–64400 | 64301–64400 Lista planetelor minore/64301–64400 | 64301–64400 Lista planetelor minore/64301–64400 | 64301–64400 Lista planetelor minore/64301–64400 | 64401–64500 Lista planetelor minore/64401–64500 | 64401–64500 Lista planetelor minore/64401–64500 | 64401–64500 Lista planetelor minore/64401–64500 | 64401–64500 Lista planetelor minore/64401–64500 | 64401–64500 Lista planetelor minore/64401–64500 | 64501–64600 Lista planetelor minore/64501–64600 | 64501–64600 Lista planetelor minore/64501–64600 | 64501–64600 Lista planetelor minore/64501–64600 | 64501–64600 Lista planetelor minore/64501–64600 | 64501–64600 Lista planetelor minore/64501–64600 | 64601–64700 Lista planetelor minore/64601–64700 | 64601–64700 Lista planetelor minore/64601–64700 | 64601–64700 Lista planetelor minore/64601–64700 | 64601–64700 Lista planetelor minore/64601–64700 | 64601–64700 Lista planetelor minore/64601–64700 | 64701–64800 Lista planetelor minore/64701–64800 | 64701–64800 Lista planetelor minore/64701–64800 | 64701–64800 Lista planetelor minore/64701–64800 | 64701–64800 Lista planetelor minore/64701–64800 | 64701–64800 Lista planetelor minore/64701–64800 | 64801–64900 Lista planetelor minore/64801–64900 | 64801–64900 Lista planetelor minore/64801–64900 | 64801–64900 Lista planetelor minore/64801–64900 | 64801–64900 Lista planetelor minore/64801–64900 | 64801–64900 Lista planetelor minore/64801–64900 | 64901–65000 Lista planetelor minore/64901–65000 | 64901–65000 Lista planetelor minore/64901–65000 | 64901–65000 Lista planetelor minore/64901–65000 | 64901–65000 Lista planetelor minore/64901–65000 | 64901–65000 Lista planetelor minore/64901–65000 |
| ----------------------------------------------- | ----------------------------------------------- | ----------------------------------------------- | ----------------------------------------------- | ----------------------------------------------- | ----------------------------------------------- | ----------------------------------------------- | ----------------------------------------------- | ----------------------------------------------- | ----------------------------------------------- | ----------------------------------------------- | ----------------------------------------------- | ----------------------------------------------- | ----------------------------------------------- | ----------------------------------------------- | ----------------------------------------------- | ----------------------------------------------- | ----------------------------------------------- | ----------------------------------------------- | ----------------------------------------------- | ----------------------------------------------- | ----------------------------------------------- | ----------------------------------------------- | ----------------------------------------------- | ----------------------------------------------- | ----------------------------------------------- | ----------------------------------------------- | ----------------------------------------------- | ----------------------------------------------- | ----------------------------------------------- | ----------------------------------------------- | ----------------------------------------------- | ----------------------------------------------- | ----------------------------------------------- | ----------------------------------------------- | ----------------------------------------------- | ----------------------------------------------- | ----------------------------------------------- | ----------------------------------------------- | ----------------------------------------------- | ----------------------------------------------- | ----------------------------------------------- | ----------------------------------------------- | ----------------------------------------------- | ----------------------------------------------- | ----------------------------------------------- | ----------------------------------------------- | ----------------------------------------------- | ----------------------------------------------- | ----------------------------------------------- |

| Predecesor: 63001–64000 | Lista planetelor minore 64001–65000 Semnificații ale numelor: 64001–65000 | Succesor: 65001–66000 |